# 아제르바이잔 마나트 기호
₼는 아제르바이잔 마나트의 통화 기호다. 유니코드에서는 U+20BC ₼으로 인코딩된다. 모양은 소문자 라틴 문자 "m"의 둥근 모양 버전과 비슷한 모양이다.

## 역사
아제르바이잔이 1991년 소련 해체 후 독립되었을 때, 자국 통화인 아제르바이잔 마나트를 유통시켰고 화폐 기호의 필요성이 생겼다. 그러나 아제르바이잔이 아제르바이잔 마나트에 대한 화폐 기호를 디자인하기로 결정하기까지는 15년이 걸렸고, 아제르바이잔이 실제로 아제르바이잔 마나트에 대한 화폐 기호를 도입하기까지는 22년이 걸렸다.
새로운 아제르바이잔 마나트 지폐와 아제르바이잔 마나트 기호인 ₼는 2006년 로베르트 칼리나가 디자인했고, 이 기호는 2008년과 2011년 사이의 추가 제안이 실패한 후 2013년 유니코드 (U+20BC)에 추가되었다. 아제르바이잔 마나트 기호 디자인은 미키타 예브스티페예브의 초기 제안을 기반으로 한 유로 기호 (€)의 디자인에서 영감을 받았으며, 시계 방향으로 90°회전한 단일 막대 유로 기호와 비슷하다. 마나트 기호는 아제르바이잔어와 러시아어로 금액 오른쪽에 표시된다.